# Ipnista tucumana
Ipnista tucumana är en fjärilsart som beskrevs av William Schaus 1933. Ipnista tucumana ingår i släktet Ipnista och familjen nattflyn. Inga underarter finns listade i Catalogue of Life.